# 昂芬

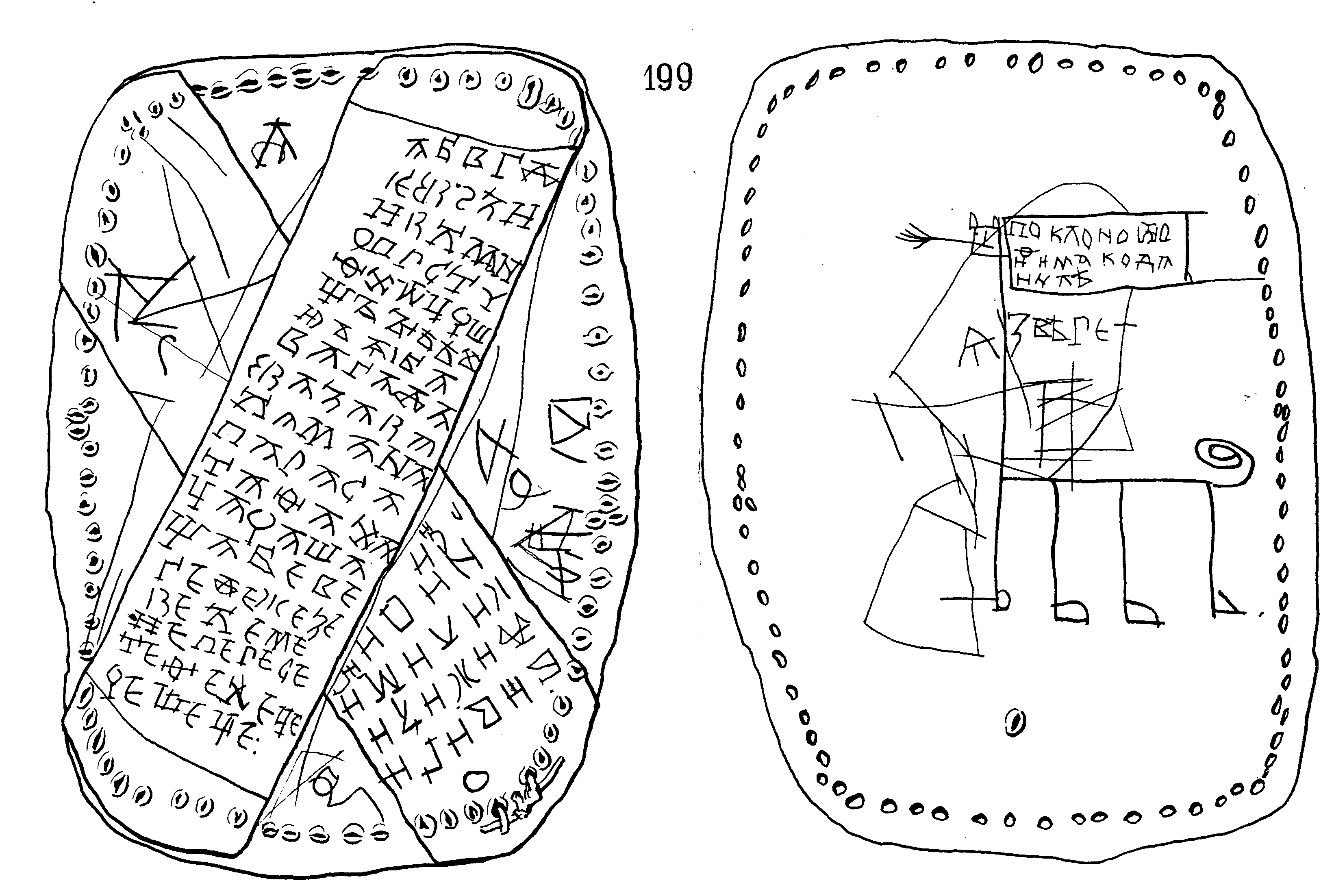
昂芬的回家功課與「我是隻野獸」，年代約西元1260年左右（編號199號）

昂芬（古諾夫哥羅德方言：онѳиме, Onfime，他又被稱作諾夫哥羅德的安特米烏斯）是十三世紀大約1220年至1260年時生活於諾夫哥羅德（位於今日俄羅斯境內）地區的一名男孩，他在軟樺樹皮製成的紙張上寫自己的功課和筆記，這些樺樹皮紙留存於諾夫哥羅德地區的黏土層中。當時年紀很可能在六至七歲之間的昂芬以古東斯拉夫語的古諾夫哥羅德方言寫作，並在樺樹皮紙上留下「戰鬥場面與他自己與他的老師」的塗鴉。

## 背景
在現今又稱大諾夫哥羅德的諾夫哥羅德是諾夫哥羅德州重要的行政中心；而在昂芬的年代，這座城市則是諾夫哥羅德共和國的首都，學者相信說，相較於其所屬的年代，諾夫哥羅德共和國有著不尋常高的識字率，當時識字人口似乎廣布於不同的社會階層與男女兩性之間。位於聖彼得堡南方200（120英里）處的這座城市為樺樹林所圍繞，而當地人數世紀以來，都以樺樹皮書寫，而這是因為樺樹皮柔軟且容易畫下印記所致。自1951年起，已有超過1100張用於書寫的樺樹皮出土，且每年都會發現更多。
在俄羅斯，樺樹皮手稿又稱作（意即「樺樹皮」，其複數形為），而研究樺樹皮手稿的學術領域又稱作樺樹皮學。由於出土的樺樹皮手稿的數量龐大，這顯示當地的識字率高，而大量的書寫工具也說明了這點。

## 昂芬寫下的內容

大諾夫哥羅德的昂芬塑像

昂芬有十七件樺樹皮紙文件傳世，其中有十二個上有塗鴉，五個只有文字。其中一幅塗鴉裡畫了一名騎士在馬上以騎槍刺死一個人，學者認為這幅塗鴉裏頭畫的是昂芬想像自己是個騎士；而這幅塗鴉旁邊的文字則顯然是練習，昂芬在塗鴉的旁邊練習寫字母、重複書寫音節，並寫下《詩篇》的內容，而昂芬對《詩篇》的內容可能很熟悉。他寫下的東西包括了「主啊，幫助你的僕人昂芬」以及詩篇6:2和27:3的片段，多數昂芬寫下的東西都包含引自《詩篇》的文句。
昂芬的塗鴉內容包括了騎士、馬、箭與被殺的敵人等的塗鴉，在其中一張圖，也就是在編號199號的物件上發現的「假扮成奇幻生物的自畫像」（就是上方的圖，這張圖最早位於一個以樺樹皮編成的籃子底部）當中，昂芬畫了一隻有著長脖子、尖耳朵和捲尾巴的生物，這隻生物要不有著帶有羽毛的箭，要不就在噴火；而其旁邊的文字（盒子下方的文字，盒子裡的文字則寫道「來自昂芬對丹尼羅的招呼」，丹尼羅可能是昂芬的朋友或同學）寫道「我是隻怪獸」。昂芬畫的圖裡的人的手指數從三根到八根不等，而一般認為當時昂芬還沒學算數；而在編號199號的物件兩旁的兩排五個字母則是字母練習。在未收錄於本文中、編號205號的物件中，昂芬寫了西里爾字母並在中間加上自己的名字「On[f]」，而在字母的下方的塗鴉，一些研究員認為是一艘帶槳的船；而編號206號的物件則包含了字母練習與「昂芬和他的好朋友」的畫像。

## 圖集

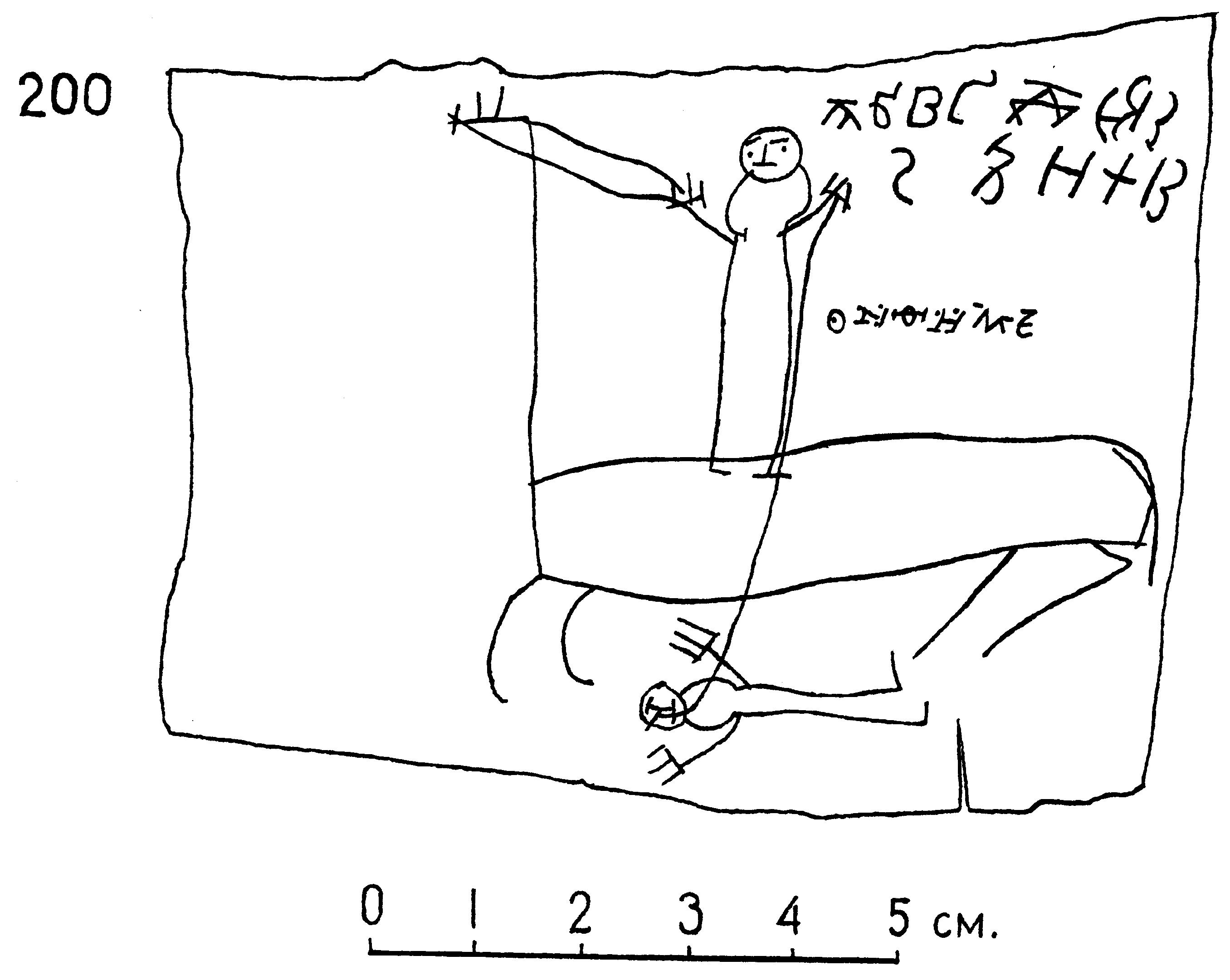
馬兵，在騎師的旁邊寫有「昂芬」的名字，上方則是字母A – K（編號200號）
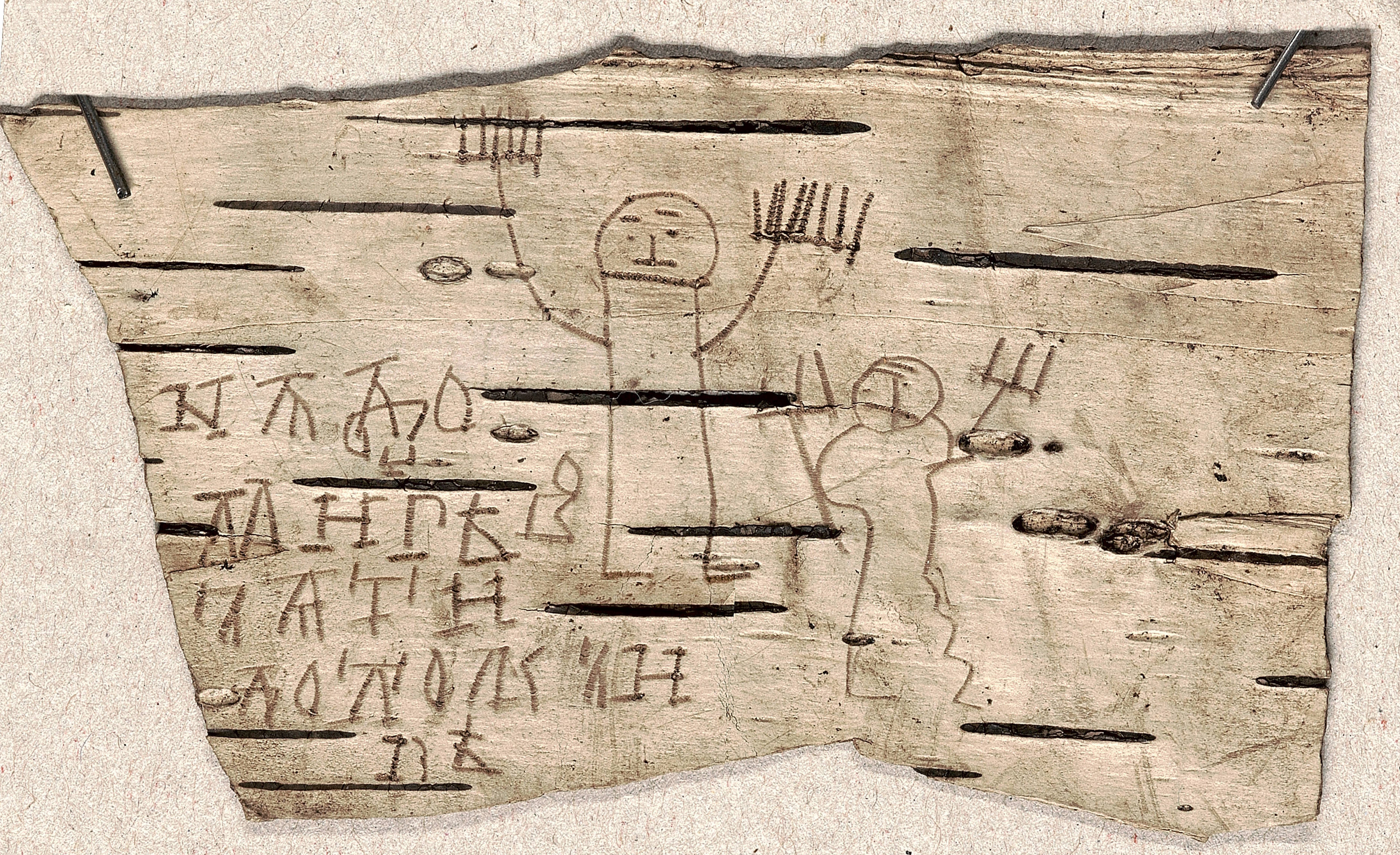
樺樹皮手稿編號200號：拼寫練習與塗鴉
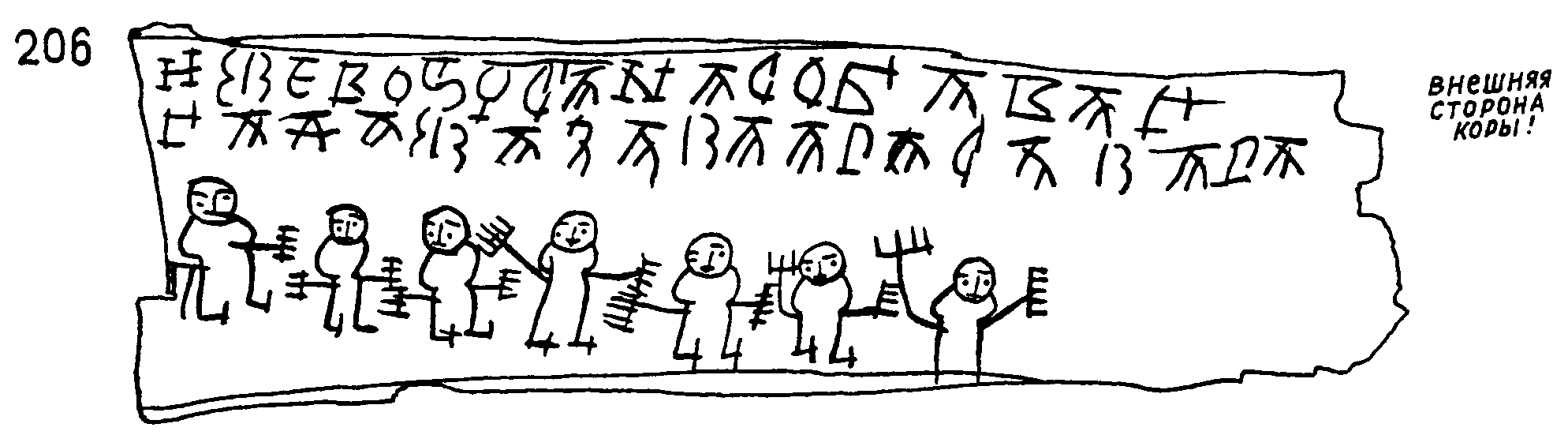
「現在在第六時時」一排音節與人物像。（編號206號）
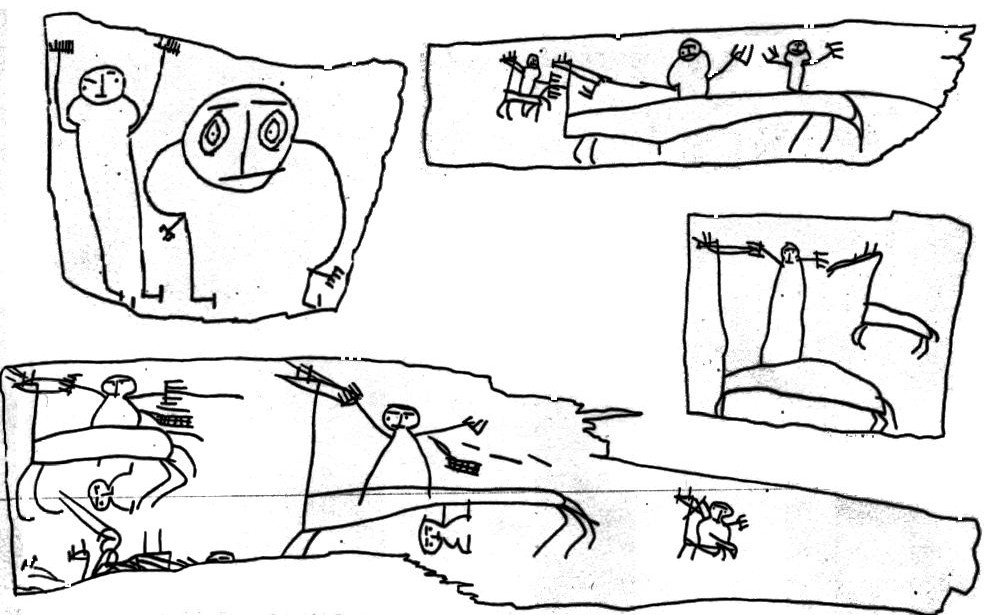
各種圖畫

## 註解
1. ↑  Freeze 38.
2. 1 2 3 4  Chambers 184.
3. ↑   Ianin, "Medieval Novgorod," 206.
4. ↑  Schaeken 7.
5. ↑  Schaeken 8.
6. ↑  Dekker, Simeon. . . Leiden. 2018: 1. ISBN 978-90-04-35320-6. OCLC 1030304572.
7. ↑  Schaeken 35.
8. 1 2  Schaeken 101.
9. ↑  Schaeken 103.
10. ↑  Franklin 203.
11. ↑  Yanine 54.
12. ↑  Schaeken 102.
13. ↑  The Birch Bark Post of the Centuries （页面存档备份，存于）, Valentin Yanin
14. ↑  Schaeken 105.
15. 1 2  Schaeken 104.
16. ↑  "Slavic Paleography" 522.
17. ↑  Денис Кижаев. . 13 October 2015  [2022-06-16]. （原始内容存档于2021-04-26） –YouTube.

## 外部連結
- 包含所有在諾夫哥羅德地區找到的樺樹皮手稿的網頁 （页面存档备份，存于），網頁語言為俄語
- 相關部落格文章 （页面存档备份，存于），作者為中世紀書本史（英语：History of books）專家艾利克·瓜葛（英语：Erik Kwakkel）